# Авъл Триарий Руфин
Авъл Триарий Руфин (на латински: Aulus Triarius Rufinus) e политик и сенатор на Римската империя през началото на 3 век по времето на император Септимий Север.

## Биография
Той е син на Триарий Матерн Ласкивий (консул 185 г.). През 210 г. Руфин е консул заедно с Маний Ацилий Фаустин.